# Tonny Zwollo
Tonny Zwollo (Amstelveen, 1 februari 1942 – Leiden, 15 februari 2025) was een Nederlands architect, die sinds 1964 in verschillende delen van Amerika actief was. Ze was vooral bekend van haar vele schoolontwerpen in Mexico, de grootste inheemse onoverdekte markt van Zuid-Amerika in Otavalo en toeristenoorden in Oaxaca.

## Leven en werk
Zwollo werd op 1 februari 1942 in Amstelveen geboren als dochter van goudsmid Marinus Zwollo, maar groeide op in Nieuwer-Amstel. In 1964 studeerde ze af aan de Technische Universiteit Delft met een diploma architectuur, maar vond het nadien moeilijk om in Nederland aan opdrachten te komen. Datzelfde jaar accepteerde Zwollo een opdracht van de Mexicaanse overheid om scholen te ontwerpen in Mexico-Stad, maar ondervond ook daar als vrouw moeilijkheden. Ze verzocht de overheid om te mogen werken in buitengebieden. Haar verzoek werd goedgekeurd en ze ging aan de slag in Oaxaca, waar ze de lokale inwoners ervan overtuigde om scholen te bouwen zonder daarvoor te worden betaald. Voor de levering van bouwmaterialen moesten facultatieve landingsbanen worden aangelegd. Twee jaar na aanvang waren er ruim 30 landingsbanen en 35 scholen gebouwd. Haar werk werd in 1967 uitgelicht in het tijdschrift Life. Een jaar later waren haar werkzaamheden aldaar voltooid. 
In 1970 studeerde ze in Mexico af met een diploma bouwkunde en nam de Franse Prix d'Excellence-prijs in ontvangst voor haar werk. Voor haar laatste stageproject reisde Zwollo af naar Ecuador, waar ze in Otavalo de grootste inheemse onoverdekte markt van Zuid-Amerika ontwierp. De bouw werd in 1973 voltooid. Het ontwerp bestond uit onder meer uit het plein Plaza de los Ponchos en 90 betonnen marktkramen. Op de markt verkopen inheemse Amerikanen hun waar.

### Terugkeer naar Mexico
In 1975 publiceerde Zwollo haar proefschrift dat in het Nederlands, Engels en Spaans werd uitgebracht als respectievelijk Fantasie en architectuur, Fantasy and architecture en Fantasia y arquitectura. In 1976 keerde ze terug naar Oaxaca om een samenwerking met architect Martín Ruíz Camino aan te gaan. Samen restaureerden ze het Santa Catalinaklooster en bouwden het zestiende-eeuwse gebouw om naar een vijfsterrenhotel onder de naam El Presidente. Ook hiervoor ontving Zwollo de Prix d'Excellence-prijs.
In 1990 ontwierp Zwollo opnieuw een markt, ditmaal in Tlacolula de Matamoros. De markt bestaat uit een open gebouw met één verdieping, met winkels op de begane grond en eetgelegenheden op de eerste verdieping. In 1992 benaderde ze Martín Ruíz Camino ten tweede male, met het idee om meer toeristen naar Tlacolula de Matamoros te krijgen. Ze maakte een ontwerp voor kleine vakantiehuisjes, gebaseerd op de inheemse huisjes langs de Pan-Amerikaanse weg in het Noord-Amerikaanse deel. Ook zou het werkgelegenheid voor de lokale bevolking opleveren. Ruíz werkte op dat moment voor de toerismeafdeling van de gemeente en ging akkoord met idee, dat onder de werknaam Tourist Yú'ù Program werd uitgevoerd. De toeristenoorden werden in negen dorpen in de vallei rondom Tlacolula de Matamoros gerealiseerd.

### Overige werkzaamheden
In 1993 brachten Zwollo en Ruíz een boek uit over hun gezamenlijke projecten in het Spaans en Engels onder de namen Una vez un paraiso: arquitectura y ecología en el valle de Oaxaca en The Lost Paradise: Architecture and Ecology in the Oaxaca Valley.
In 1996 werd Zwollo tot consultant benoemd van Diódoro Carrasco Altamirano, de gouverneur van Oaxaca. Een van de projecten die ze overzag was Hierve el Agua, een project met zwembaden in lokale historische wateren. Daarvoor was dat verboden in verbanden met de archeologische waarde van het gebied. De zwembaden brachten welvaart naar de regio. Uit het project volgde ook een documentaire, gemaakt door Zwollo zelf: Blue is my colour: designing as an answer to nature.

## Ontwerpen
Zwollo stemde haar ontwerpen meestal af op de behoeften van lokale inwoners in plaats van op de behoeften van haar opdrachtgevers.